# Unité urbaine de la Terrasse
L'unité urbaine de La Terrasse est une unité urbaine française centrée sur la communes de La Terrasse dans le département de l'Isère, en région Auvergne-Rhône-Alpes.

## Données générales
Dans le zonage réalisé par l'Insee en 2010, l'unité urbaine était composée de deux communes.
Dans le nouveau zonage réalisé en 2020, elle est toujours composée de deux.

## Composition 2020 de l'unité urbaine
Elle est composée des sept communes suivantes :
| Nom         | Code Insee | Département | Statut       | Superficie (km2) | Population (dernière pop. légale) | Densité (hab./km2) | Modifier                                    |
| ----------- | ---------- | ----------- | ------------ | ---------------- | --------------------------------- | ------------------ | ------------------------------------------- |
| La Terrasse | 38503      | Isère       | ville-centre | 9,47             | 2 463 (2022)                      | 260                | modifier les données · modifier les données |
| Lumbin      | 38214      | Isère       | banlieue     | 6,77             | 2 157 (2022)                      | 319                | modifier les données · modifier les données |

## Évolution démographique
| 1968  | 1975  | 1982  | 1990  | 1999  | 2009  | 2014  | 2020  |
| ----- | ----- | ----- | ----- | ----- | ----- | ----- | ----- |
| 1 157 | 1 323 | 1 721 | 2 227 | 3 377 | 4 292 | 4 650 | 4 673 |

#### Données générales
- Unité urbaine
- Aire d'attraction d'une ville
- Aire urbaine (France)
- Liste des unités urbaines de France

#### Données démographiques en rapport avec l'unité urbaine de la Terrasse
- Aire d'attraction de Grenoble
- Arrondissement de Grenoble

#### Données démographiques en rapport avec l'Isère
- Démographie de l'Isère